# Úrvalsdeild 2019
La Úrvalsdeild 2019, nota anche come Pepsideild 2019 per motivi di sponsorizzazione, è stata la 108ª edizione della massima divisione del campionato islandese di calcio. La stagione è iniziata il 26 aprile e si è conclusa il 28 settembre 2019. Il campionato è stato vinto dal KR Reykjavík per la ventisettesima volta nella sua storia, sei anni dopo il precedente successo.

## Stagione

### Novità
Dalla Úrvalsdeild 2018 sono state retrocessi in 1. deild karla il Fjölnir e il Keflavík, classificatisi agli ultimi due posti. Dalla 1. deild karla sono stati promossi in Úrvalsdeild l'ÍA Akraness e l'HK Kópavogur, prime due classificate.

### Formula
Le 12 squadre partecipanti si affrontano in un girone all'italiana con partite di andata e ritorno, per un totale di 22 giornate. La squadra prima classificata è dichiarata campione di Islanda e ha il diritto a partecipare alla UEFA Champions League 2020-2021 partendo dal secondo turno di qualificazione. Le squadre classificate al secondo e terzo posto sono ammesse alla UEFA Europa League 2020-2021 partendo dal primo turno di qualificazione, assieme alla squadra vincitrice della Coppa d'Islanda. Le ultime due classificate retrocedono direttamente in 1. deild karla 2020.

## Squadre partecipanti
| Club             | Città          | Stadio            | Stagione precedente        |
| ---------------- | -------------- | ----------------- | -------------------------- |
| Breiðablik       | Kópavogur      | Kópavogsvöllur    | 2º posto in Úrvalsdeild    |
| FH Hafnarfjörður | Hafnarfjörður  | Kaplakriki        | 5º posto in Úrvalsdeild    |
| Fylkir           | Reykjavík      | Fylkisvöllur      | 8º posto in Úrvalsdeild    |
| Grindavík        | Grindavík      | Grindavíkurvöllur | 10º posto in Úrvalsdeild   |
| HK Kópavogur     | Kópavogur      | Kórinn            | 2º posto in 1. deild karla |
| ÍA Akraness      | Akranes        | Norðurálsvöllur   | 1º posto in 1. deild karla |
| ÍBV Vestmannæyja | Vestmannaeyjar | Hásteinsvöllur    | 6º posto in Úrvalsdeild    |
| KA Akureyri      | Akureyri       | Akureyrarvöllur   | 7º posto in Úrvalsdeild    |
| KR Reykjavík     | Reykjavík      | KR-völlur         | 4º posto in Úrvalsdeild    |
| Stjarnan         | Garðabær       | Stjörnuvöllur     | 3º posto in Úrvalsdeild    |
| Valur            | Reykjavík      | Vodafonevöllurin  | Campione d'Islanda         |
| Víkingur         | Reykjavík      | Víkingsvöllur     | 9º posto in Úrvalsdeild    |

## Classifica finale
|                    | Pos. | Squadra          | Pt | G  | V  | N  | P  | GF | GS | DR  |
| ------------------ | ---- | ---------------- | -- | -- | -- | -- | -- | -- | -- | --- |
| Islanda (bandiera) | 1.   | KR Reykjavík     | 52 | 22 | 16 | 4  | 2  | 44 | 23 | +21 |
|                    | 2.   | Breiðablik       | 38 | 22 | 11 | 5  | 6  | 45 | 31 | +14 |
|                    | 3.   | FH Hafnarfjörður | 37 | 22 | 11 | 4  | 7  | 40 | 36 | +4  |
|                    | 4.   | Stjarnan         | 35 | 22 | 9  | 8  | 5  | 40 | 34 | +6  |
|                    | 5.   | KA Akureyri      | 31 | 22 | 9  | 4  | 9  | 34 | 34 | 0   |
|                    | 6.   | Valur            | 29 | 22 | 8  | 5  | 9  | 38 | 34 | +4  |
|                    | 7.   | Víkingur         | 28 | 22 | 7  | 7  | 8  | 37 | 35 | +2  |
|                    | 8.   | Fylkir           | 28 | 22 | 8  | 4  | 10 | 38 | 44 | -6  |
|                    | 9.   | HK Kópavogur     | 27 | 22 | 7  | 6  | 9  | 29 | 29 | 0   |
|                    | 10.  | ÍA Akraness      | 27 | 22 | 7  | 6  | 9  | 27 | 32 | -5  |
|                    | 11.  | Grindavík        | 20 | 22 | 3  | 11 | 8  | 17 | 28 | -11 |
|                    | 12.  | ÍBV Vestmannæyja | 10 | 22 | 2  | 4  | 16 | 23 | 52 | -29 |

Legenda:
      Campione d'Islanda e ammessa alla UEFA Champions League 2020-2021
      Ammesse alla UEFA Europa League 2020-2021
      Retrocesse in 1. deild karla 2020
Note:
Tre punti a vittoria, uno a pareggio, zero a sconfitta.
La classifica viene stilata secondo i seguenti criteri:
- Punti conquistati
- Differenza reti generale
- Reti totali realizzate
- Punti conquistati negli scontri diretti
- Differenza reti negli scontri diretti
- Reti realizzate negli scontri diretti
- Reti realizzate in trasferta negli scontri diretti
- play-off (solo per decidere la squadra campione)
- Sorteggio

## Risultati
|                  | Bre  | Haf  | Fyl  | Gri  | HK   | ÍA   | ÍBV  | KA   | KR   | Stj  | Val  | Vík  |
| ---------------- | ---- | ---- | ---- | ---- | ---- | ---- | ---- | ---- | ---- | ---- | ---- | ---- |
| Breiðablik       | –––– | 4-1  | 4-3  | 0-0  | 1-2  | 0-1  | 3-1  | 4-0  | 1-2  | 1-1  | 3-3  | 3-1  |
| FH Hafnarfjörður | 2-4  | –––– | 2-1  | 3-0  | 2-0  | 1-0  | 6-4  | 3-2  | 1-2  | 2-2  | 3-2  | 1-0  |
| Fylkir           | 4-3  | 2-2  | –––– | 2-1  | 3-2  | 2-2  | 3-0  | 3-2  | 1-4  | 1-4  | 0-1  | 3-1  |
| Grindavik        | 0-2  | 0-0  | 1-0  | –––– | 1-1  | 1-1  | 2-1  | 0-2  | 2-1  | 1-1  | 2-2  | 0-0  |
| HK Kópavogur     | 2-2  | 2-0  | 1-2  | 0-0  | –––– | 1-1  | 2-0  | 2-1  | 4-1  | 1-1  | 1-2  | 1-3  |
| ÍA Akraness      | 1-2  | 2-0  | 2-0  | 1-1  | 0-2  | –––– | 2-1  | 3-1  | 1-3  | 2-0  | 1-2  | 1-5  |
| ÍBV Vestmannæyja | 1-1  | 1-2  | 0-3  | 2-2  | 0-1  | 3-2  | –––– | 1-1  | 1-2  | 0-2  | 2-1  | 1-1  |
| KA Akureyri      | 0-1  | 1-0  | 4-2  | 2-1  | 1-1  | 1-1  | 2-0  | –––– | 0-0  | 4-2  | 1-0  | 3-4  |
| KR Reykjavík     | 2-0  | 3-2  | 1-1  | 5-2  | 3-2  | 2-0  | 3-0  | 1-0  | –––– | 2-2  | 3-2  | 1-0  |
| Stjarnan         | 1-3  | 1-3  | 5-1  | 0-0  | 1-0  | 3-1  | 3-2  | 0-2  | 1-1  | –––– | 2-1  | 2-1  |
| Valur            | 0-1  | 2-3  | 1-0  | 1-0  | 2-0  | 1-2  | 5-1  | 3-1  | 0-1  | 2-2  | –––– | 3-3  |
| Víkingur         | 3-2  | 1-1  | 1-1  | 1-0  | 2-1  | 0-0  | 3-1  | 2-3  | 0-1  | 3-4  | 2-2  | –––– |

## Statistiche

### Squadra

#### Capoliste solitarie
|    | —— | —— | —— | —— | —— | —— | —— | —— | ——  | ——  | ——  | ——  | ——  | ——  | ——  | ——  | ——  | ——  | ——  | ——  | ——  | —— |  |
|    |    |    |    | ÍA | ÍA |    | KR | KR | KR  | KR  | KR  | KR  | KR  | KR  | KR  | KR  | KR  | KR  | KR  | KR  | KR  |    |  |
|    |    |    |    |    |    |    |    |    |     |     |     |     |     |     |     |     |     |     |     |     |     |    |  |
|    |    |    |    |    |    |    |    |    |     |     |     |     |     |     |     |     |     |     |     |     |     |    |  |
| 1ª | 2ª | 3ª | 4ª | 5ª | 6ª | 7ª | 8ª | 9ª | 10ª | 11ª | 12ª | 13ª | 14ª | 15ª | 16ª | 17ª | 18ª | 19ª | 20ª | 21ª | 22ª |    |  |

### Individuale

#### Classifica marcatori
| Gol |  |  | Giocatore                    | Squadra                          |
| --- |  |  | ---------------------------- | -------------------------------- |
| 14  |  |  | Gary Martin                  | ÍBV Vestmannæyja (12), Valur (2) |
| 13  |  |  | Elfar Árni Aðalsteinsson     | KA Akureyri                      |
| 13  |  |  | Hilmar Árni Halldórsson      | Stjarnan                         |
| 13  |  |  | Steven Lennon                | FH Hafnarfjörður                 |
| 12  |  |  | Thomas Mikkelsen             | Breiðablik                       |
| 10  |  |  | Geoffrey Castillion          | Fylkir                           |
| 10  |  |  | Hallgrímur Mar Steingrímsson | KA Akureyri                      |
| 8   |  |  | Morten Beck Guldsmed         | FH Hafnarfjörður                 |
| 8   |  |  | Pálmi Rafn Pálmason          | KR Reykjavík                     |
| 8   |  |  | Patrick Pedersen             | Valur                            |
| 7   |  |  | Höskuldur Gunnlaugsson       | Breiðablik                       |
| 7   |  |  | Tryggvi Haraldsson           | ÍA Akraness                      |
| 7   |  |  | Óskar Örn Hauksson           | KR Reykjavík                     |
| 7   |  |  | Tobias Thomsen               | KR Reykjavík                     |
| 7   |  |  | Gudmundur Andri Tryggvason   | Víkingur                         |